# هودینی (فیلم ۱۹۹۸)
«هودینی» (انگلیسی: Houdini (1998 film)) یک فیلم است که در سال ۱۹۹۸ منتشر شد.